# Projet de référendum polonais sur la Constitution européenne
Pour les autres articles nationaux ou selon les autres juridictions, voir Référendum sur la constitution européenne.
 (avril 2011).

Le référendum polonais sur la constitution européenne est un référendum qui devait avoir lieu en Pologne pour ratifier le Traité de Rome de 2004 sur la constitution européenne.
Après le double « non » de la France et des Pays-Bas, la Pologne a d'abord décidé de maintenir le recours au référendum. Puis dans une déclaration du président de la République en date du 21 juin 2005, après consultation du Premier ministre Marek Belka et du président du Sejm, le référendum a été reporté sine die puis annulé de facto. 

## Cadre juridique
L'article 125 de la constitution polonaise prévoit le recours au référendum, mais ne le rend pas obligatoire.
Tous les partis politiques polonais se sont prononcés en faveur du référendum, et la diète polonaise devrait adopter une résolution annonçant le référendum. Il y a actuellement six projets de résolution à l'étude, la résolution devant préciser la question qui sera posée aux citoyens polonais et la date du référendum.
Selon la législation polonaise, il faut qu'au moins la moitié des Polonais aient participé au référendum pour que le résultat du scrutin soit pris en compte.
La date est donc un enjeu important car :
- les partisans du « oui » souhaitent le faire coïncider avec les élections présidentielles en octobre pour bénéficier de la participation ;
- les partisans du « non » souhaitent la date la plus lointaine pour avoir le temps de développer une campagne d'opposition.

## Mots d'ordre des partis et autres organisations
Les partis de gauche sont plutôt partisans du traité constitutionnel. Les partis de droite sont plutôt opposés au traité.

## Tendance
Les Polonais sont plutôt favorables à l'Union européenne et enthousiastes à l'idée que leur pays y adhère, mais deviennent sceptiques vis-à-vis de la constitution, à cause du sentiment que le pays n'a pas pu peser autant qu'ils l'auraient voulu sur les négociations.
Courant mai 2005, le « oui » recueillait 60 % des intentions de vote, le « non » 15 % et les indécis étaient à 25 %.
Après le double « non » de la France et des Pays-Bas, le « oui » ne recueille plus que 40 % des intentions de vote, le « non » 35 % et les indécis restent à 25 %.

## Complément